# 九门之战
九门之战，天宝十五载（756年）四月，唐朝朔方节度使郭子仪与河东节度使李光弼合军，在九门（今河北省石家庄市藁城区西北）城南击败史思明的作战。
天宝十五载二月，李光弼在常山之战击败史思明之后，常山郡（治今河北省正定县）所辖九县，有七县反正归附唐军。史思明退据九门，与李光弼相持。李光弼命裨将张孝璋率兵五百人，守石邑（今河北省石家庄市鹿泉区东南），作为唐军的粮草基地、两军相持四十余天，都没有轻易出战。史思明派兵断绝唐军粮道，常山城内缺草，马食发生困难，李光弼派出五百辆车，去石邑取草。驾车者都身披盔甲，又派弓箭手千人护卫，组成方阵而行，才将粮草运回。安禄山大将蔡希德领兵攻石邑，张孝璋力战，将他击退。李光弼知道自己兵力有限，不敢决战，便向郭子仪告急。郭子仪率兵东出井陉，四月初九赶到常山、与李光弼会合。唐军兵力达到十多万人，粮草也源源不断地被运来，士气大振。四月十一日，郭子仪、李光弼率军与史思明在九门城大战，史思明大败。叛军大将李立节被郭子仪部将浑瑊射死。蔡希德逃到鉅鹿（今河北省巨鹿县），史思明率残部逃到赵郡（治今河北省赵县）。郭子仪、李光弼乘胜追击，直抵赵郡。史思明又逃往博陵郡（治今河北省定州市）。唐军于四月十八日攻下赵郡，杀死伪太守郭献璆，缴获兵器数万。郭子仪、李光弼将得获的叛军士卒四千人全部释放。又将攻克赵郡时，士兵乘乱抢劫百姓的财物，全部退还给主人。当时河北人民痛恨叛军的残暴，自发地组织起来，抗击叛军多至二万人，少者万人。见到郭子仪、李光弼军纪严明，都纷纷出来支持官军。郭子仪、李光弼又率军北上，围攻博陵郡，史思明固守博陵。